# Hipercarga
Hipercarga é um parâmetro que se conserva em reações de partículas subatômicas, notavelmente bárions e mésons (hádrons). O valor da hipercarga é obtido pela soma do número bariônico (B), e dos números quânticos dos quarks Charm (C), Strange (S), Top (T) e Bottom (B'). Variações de hipercarga de +1 ou -1 podem existir quando um processo é promediado pela força nuclear fraca.